# 卡拉巴諾沃
56°19′N 39°48′E / 56.317°N 39.800°E
卡拉巴諾沃（俄语：Караба́ново）是俄羅斯弗拉基米爾州亞歷山德羅夫區的一個城市，位於州的西北部，距弗拉基米爾以西110公里。2002年人口16,015人。
1846年建立，1938年設市。